# Chrysocraspeda plumbeofusa
Chrysocraspeda plumbeofusa là một loài bướm đêm trong họ Geometridae.